# Roni Porokara
Roni Porokara (Helsinki, 12 december 1983) is een Finse voetballer die bij voorkeur linkervleugelmiddenvelder speelt. Hij tekende in september 2014 een contract voor vier maanden bij HJK Helsinki, dat hem overnam van FC Honka. Porokora debuteerde in 2006 in het Fins voetbalelftal. Hij was daarmee de eerste Joodse speler in het Finse nationale team sinds 1949.

## Statistieken
| seizoen | club                | land    | competitie         | duels | goals |
| ------- | ------------------- | ------- | ------------------ | ----- | ----- |
| 2002/03 | FC Hämeenlinna      | Finland | Ykkönen            | 25    | 1     |
| 2003/04 | FC Hämeenlinna      | Finland | Ykkönen            | 24    | 5     |
| 2004/05 | FC Hämeenlinna      | Finland | Ykkönen            | 26    | 13    |
| 2005/06 | FC Honka            | Finland | Veikkausliiga      | 24    | 8     |
| 2006/07 | FC Honka            | Finland | Veikkausliiga      | 26    | 3     |
| 2007/08 | Örebro SK           | Zweden  | Allsvenskan        | 29    | 2     |
| 2008/09 | Örebro SK           | Zweden  | Allsvenskan        | 29    | 5     |
| 2009/10 | Örebro SK           | Zweden  | Allsvenskan        | 26    | 3     |
| 2010/11 | Germinal Beerschot  | België  | Jupiler League     | 8     | 0     |
| 2010/11 | Germinal Beerschot  | België  | Play-Off II B      | 4     | 0     |
| 2011/12 | K. Beerschot AC     | België  | Jupiler Pro League | 19    | 3     |
| 2011/12 | K. Beerschot AC     | België  | Play-Off II B      | 7     | 0     |
| 2012/13 | Ironi Kiryat Shmona | Israël  | Allsvenskan        | 3     | 0     |
| 2013    | FC Honka            | Finland | Veikkausliiga      | 27    | 3     |
| 2014    | FC Honka            | Finland | Veikkausliiga      | 25    | 8     |
| 2014    | HJK Helsinki        | Finland | Veikkausliiga      | 2     | 1     |

## Interlandcarrière
Porokara speelde tot dusver in zijn carrière 21 interlands, waarin hij vijf keer scoorde. Hij scoorde onder meer de gelijkmaker tegen België in de oefeninterland op 9 februari 2011.
| Interlanddoelpunten | Interlanddoelpunten | Interlanddoelpunten | Interlanddoelpunten  | Interlanddoelpunten | Interlanddoelpunten | Interlanddoelpunten | Interlanddoelpunten |
| #                   | Datum               | Locatie             | Wedstrijd            | Goal(s)             | Score               | Uitslag             | Wedstrijd           |
| ------------------- | ------------------- | ------------------- | -------------------- | ------------------- | ------------------- | ------------------- | ------------------- |
| 1                   | 04/02/2009          | Tokio               | Japan – Finland      | 50'                 | 3 – 1               | 5 – 1               | Oefeninterland      |
| 2                   | 10/10/2009          | Helsinki            | Finland – Wales      | 5'                  | 1 – 0               | 2 – 1               | WK-kwalificatie     |
| 3                   | 11/08/2010          | Turku               | Finland – België     | 13'                 | 1 – 0               | 1 – 0               | Oefeninterland      |
| 4                   | 17/10/2010          | Helsinki            | Finland – San Marino | 73'                 | 7 – 0               | 8 – 0               | WK-kwalificatie     |
| 5                   | 09/02/2011          | Gent                | België – Finland     | 90'                 | 1 – 1               | 1 – 1               | Oefeninterland      |

## Erelijst
HJK Helsinki
- Landskampioen

2014